# Юстис, Эдвина
Эдвина Юстис, в замужестве Эдвина Юстис Дик (англ. Edwina Eustis Dick; 1 сентября 1908, Нью-Йорк — 3 марта 1997, Саутбери, Коннектикут) — американская певица (контральто) и музыкальный терапевт.
Окончила Джульярдскую школу, в 1931 г. стала лауреатом Наумбурговского конкурса молодых исполнителей. Пела в оперных театрах Нью-Йорка, Филадельфии, Детройта. Исполнительница одной из главных партий в премьере первой оперы Джанкарло Менотти «Амелия идёт на бал» (1 апреля 1937, Филадельфия). Записала дуэт «Ye Spotted Snakes» («Змейки с острым язычком…») из музыки Феликса Мендельсона к комедии Шекспира «Сон в летнюю ночь» (1942, с Флоренс Кирк и Филадельфийским оркестром под управлением Артуро Тосканини), участвовала (в партии Маргарет) в известной концертной записи оперы Альбана Берга «Воццек» Нью-Йоркским филармоническим оркестром под управлением Димитриса Митропулоса (1951). Во время Второй мировой войны участвовала более чем в тысяче концертов под патронатом United Service Organizations (проводившихся для солдат и военнослужащих).
В послевоенные годы занималась внедрением музыкальной терапии в практику лечения душевнобольных, обучала молодых музыкантов навыкам музыкальной терапии. Американская ассоциация музыкальной терапии присуждает годичные гранты имени Эдвины Юстис Дик. Именем Эдвины Юстис названа улица — Eustis Lane — в городе Риджфилд (штат Коннектикут), где она жила в 1950-80-е годы.